# مطار الأمير روبرت
مطار برنس روبرت (بالإنجليزية: Prince Rupert Airport) (رمز المطار: YPR, رمز منظمة الطيران: CYPR) هو مطار عام يقع على جزيرة ديغبي في كولومبيا البريطانية، كندا، ويخدم مدينة الامير روبرت.

## الموقع والوصول
يقع المطار على جزيرة ديغبي، التي لا يمكن الوصول إليها من المدينة إلا بواسطة القارب. يتم نقل الركاب من وإلى المطار عبر حافلات تُشغّلها شركات الطيران، والتي تُحمّل وتُفرغ في رصيف قريب من وسط مدينة برنس روبرت. من هناك، يعبر الركاب القناة المائية بواسطة عبّارة تُشغّلها هيئة المطار، قبل أن يواصلوا طريقهم بالحافلة إلى مبنى المطار.

## العمليات الجوية
وفقًا لمصادر كندا للطيران، فإن المطار مصنف كمطار دخول، ويعمل به ضباط من وكالة خدمات الحدود الكندية (CBSA). يمكن لضباط الـCBSA في هذا المطار التعامل مع طائرات صغيرة تحمل ما يصل إلى 50 راكبًا.

## إحصائيات
لا تتوفر بيانات حديثة عن حركة الركاب أو الطائرات، لكن المطار يُعد نقطة وصل جوية مهمة لمدينة برنس روبرت، خاصة مع بعدها الجغرافي عن المراكز الحضرية الكبيرة.